# Mezei Balázs munkássága
Mezei Balázs munkásságának gerincét a vallásról való gondolkodás terén két, szisztematikus igénnyel megírt munkája teszi ki. Az első mű 1995-ben készült el és 1997 elején látott napvilágot, címe: Zárójelbe tett Isten. Edmund Husserl és egy fenomenológiai prototeológia vázlata (Budapest: Gond-Osiris). A másik munka Vallásbölcselet címmel, két kötetben jelent meg mintegy 70 ív terjedelemben  2004-ben, ténylegesen 2005 elején (Gödöllő-Máriabesnyő: Attraktor). Ez utóbbi munka alapszövege 2002 végén már készen állt, de a végleges szöveg végül is csak 2004 elején alakult ki. A két munka elkészülte között tehát nagyjából egy évtizednyi különbség áll fenn.

## A prototeológiától a vallásbölcseletig
Mindkét könyv önálló és jellegzetes terminológiát fejleszt ki és alkalmaz meglehetősen széles körben, rendszeres igénnyel. Az első könyv egy tudományos programot indítványoz, amelynek célja részben egybevág a második munka tartalmával. A másik munka azonban látszólag nem támaszkodik az elsőre, noha ugyancsak a vallásról való gondolkodás körében mozog. Különbség mutatkozik szóhasználatukban is: a prototeológia kifejezés például csak egyszer említtetik a Vallásbölcseletben, amely egyébként is eltekint a fenomenológiai fogalmak használatától (noha alkalmazza a fenomenológiai filozófiából nyert filozófiai eredményeket). Ezzel szemben a Zárójelbe tett Isten c. könyv széleskörűen alkalmazza a fenomenológiai szókészletet, s mint alcíme is mutatja, Husserl gondolatvilágából indul ki egy „fenomenológiai prototeológia” létrehozásának érdekében.
E különbségek részben abból a fejlődésből adódnak, amely a két munka keletkezése között eltelt időben végbement. Ebben az időszakban a legfontosabb fejlemény a fenomenológiai szókészlet elhagyása volt, amely részben már a Zárójel…-ben is megtörténik; a fenomenológiai megközelítés nem tűnt elég tágasnak ahhoz, hogy a vallásbölcseleti koncepcióhoz szükséges fogalmi mozgékonyságot biztosítsa. Másfelől míg a Zárójel… történeti megalapozása a fenomenológiai, illetve a kortárs vallásfilozófiai gondolkodás körébe esik, addig a Vallásbölcselet már sokkal átfogóbb igénnyel az egész nyugati gondolkodástörténet alapján áll, mint ezt a mű történeti fejezetei és fejtegetései jól mutatják. Az utóbbi munka tehát minden tekintetben az első munka tartalmi és módszertani kiszélesítését hozta, noha a fenomenológiát nem hagyja el egészen, hanem bizonyos pontokon, mint a Bevezető utal rá, részleges összefüggésben alkalmazza.

### Prototeológia
A Zárójel… egy fenomenológiai prototeológia megalkotását ígéri Husserl gondolkodásának felhasználásával. A prototeológia kifejezést a munkában sokoldalúan kifejtik; röviden meghatározva olyan teológiai gondolkodást jelöl, amely a történetileg, vallásilag (relígiózusan) vagy denominációsan (konfesszionálisan) kialakult teológiai módszertanok és szótárak gondolati-valóságos alapját keresi, amelyen ezek lehetővé és ténylegessé váltak. „Előzetes” teológiáról van tehát szó, ahol ennek megfelelően a „teológia” kifejezés jelentése is átalakul: azt a tapasztalati-reflexiós területet jelöli, amely a történetileg létrejött teológiai iskolák egységes sémája alá rendelhető.
Megjegyzendő, hogy a szerző bevezetését megelőzően a "prototeológia" kifejezés nem volt széles körben használatos, helyenkénti felbukkanása általában a teológiai gondolkodást időben megelőző, archaikus fejleményekre utalt. Ez a kronológiai jelentés lényegesen megváltozik Mezei terminológiájában.
A munka mindenekelőtt áttekinti Husserl álláspontját a vallásra, a teológiára vonatkozóan. Elfogadja a fenomenológia döntő módszertani és filozófiatörténeti szerepét. Husserl felfogását, aki közismerten nem vállalkozott a fenomenológia teológiai kiterjesztésére, hanem a munka elvégzését először Heideggertől, majd Edith Steintől remélte, kritikusan ismerteti és igyekszik a fenomenológiai módszer segítségével tovább gondolni. Ennek során részletesen ismerteti a husserli életmű alapvonalait, a vele szemben megfogalmazódó (a vallási gondolkodás köréhez közel álló) kritikákat (2. és 3. rész), majd továbbhalad az istenfogalom fenomenológiai elemzése irányában (4. rész). A noématikus és a noétikus istenfogalom-elemzések már arra szolgálnak, hogy egy önálló, immár prototeológiainak nevezett felfogás kereteit biztosítsák.
Ez utóbbi részletes kifejtésére az 5. részben kerül sor. A szöveg pontos fogalmazása szerint
| „ | A fenomenológiai prototeológia legfőbb tevékenysége mindenekelőtt a mindennapi teológiai naivitás felszámolása. Ezen nem azt kell érteni, hogy a fenomenológiai prototeológia a ténylegesen meglévő konfesszionális vagy általában vallási hagyományok destrukciójára törekedne; helyesebb lenne talán – noha e kifejezés implikációinak számos elemétől elhatárolódom – teológiai dekonstrukcióra hivatkozni, ami azonban a jelenlegi összefüggésben csak annyit jelent, hogy a meglévő konfesszionális vagy egyéb vallási hagyományok általunk szemlélt anyagából eltávolítjuk azt a kritikátlan naivitást, mely ezek problémamentes elfogadásához tapad.1 Csak így remélhetünk eljutni azokhoz a mélyen fekvő struktúrákhoz, amelyekre a konfesszionális és vallási rendszerek magában az emberben ráépülnek, pontosabban: amelyek mintegy pőre vázát alkotják maguknak a naiv beállítottságban ismert rendszereknek. Ily módon a fenomenológiai prototeológia feladata egyrészt a teológiai életvilág struktúráinak megállapítása, egyfajta teológiai formális ontológia létrehozása; ebben a teológiai ontológiában a fenomenológiai prototeológia szemügyre veszi a vallási jelenségek történeti, kultúrtörténeti, nyelvi-formális összetevőit, ugyanakkor azon átfogó formák értelmét is, melyeket vallásoknak vagy konfesszióknak nevezünk… Ha azonban ezen a ponton megállnánk, nem tennénk többet, mint a vallástudomány némely jelenkori nagyjai; filozófiailag nem jutnánk semmire. A fenomenológiai prototeológia azonban túlmegy ezen a ponton s kimutatja, hogy maga a teológiai életvilág is fenomenológiai vizsgálatra szorul; rávilágít arra, hogy a teológiai életvilágban felfedezett eidetikusan egyetemes struktúrák voltaképpen a teológiai tudat struktúrái, tudaton értve, mint Husserl által mindig, nem valamilyen absztrakt vagy apriorisztikus tudati létet, hanem a teológiai empíriát már eleve tartalmazó tudatot. A teológiai életvilág prototeológiai redukciója azt eredményezi, hogy elvileg létrejön annak a tudománynak a lehetősége, mely az empirikusan mindenkor valamilyen vallásformációban vagy konfesszióban megragadott tartalmakat a maguk megragadottsága és tartalmisága, e kettő átfogó összefüggései, válfajai, tipológiája és szerkezete felől noématikusan vizsgálja. Ebbe a vizsgálatba végül is bele kell hogy tartozzék a teológiai életvilág ismereti forrásainak vizsgálata is, vagyis olyan kifejezések eredeti jelentéséé, mint ’kinyilatkoztatás’, ’tradíció’ vagy ’írás’, avagy: ’kegyelem’, ’bűn’, ’megbocsátás’ stb.” (167-169) | ” |
|   | |   |

Ugyancsak az 5. részben tekint át kritikus szempontból néhány párhuzamosnak látszó felfogást, mint amilyen Rahner, Heidegger és Lévinas gondolkodása. Az utóbbi jelentősége különösen erőteljes a prototeológiai koncepció kifejtésében. Így kerül sor a 6. fejezetben a prototeológiai rendszer anyagának (hülé), formájának (eidosz), illetve a kettő egységének (logosz) elemzésére, részletes bemutatására. Ezek az elemzések a fentebb említett „teológiai életvilág” felfejtésének tekinthetők. E részekben nemcsak a felfogás hármassága – amelyben a harmadik mozzanat egyben a másik kettő egységét is nyújtja –, hanem a világos tartalmi jellemzők is a vallásbölcseleti koncepcióra mutatnak előre. A prototeológiai hülé a vallási tapasztalati anyag; az eidosz ezzel szemben az a mód, ahogyan a hülé felfogásra kerül; a szöveg szerint e mód a soliloquium, amelynek beható elemzése teszi ki a fejezet döntő hányadát. A prototeológiai logosz a hülé és az eidosz egysége, azaz egy alapvető tapasztalati-reflexív közvetlenség, amely mint ilyen mégis a kimondható és a kimondhatatlan egységeként kimondhatatlan, ineffábilis. E részben kerül sor a költészet és az ineffabilitás kapcsolatának széles körű elemzésére is.
A 9. rész a jelen munka kulcsfejezete. A kidolgozott fogalmi és tartalmi alapokon sor kerülhet a prototeológiai istenfogalom kifejtésére. Ehhez olyan kifejezések tisztázása szükséges, mint a metabázis, amely bármely tapasztalati összefüggésben az eredeti tapasztalati-reflexív adottság spontán eltolását, másodlagossá tételét jelenti – ami minden további kognitív és történeti folyamatnak a lehetőségi feltétele. A prototeológiai istenfogalom kifejtésekor ezért először is ennek a spontán metabázisnak a bekövetkeztét kell elhárítani az apotézis (a metabázis félretétele, zárójelezése) által. Ezáltal lehetővé válik az eredeti közvetlenségben való megmaradás. A második lépésben a szintézis mozzanatát alkalmazzuk, amelynek hatására lehetővé válik a megmaradó közvetlenség revelatorikus feltárulása. A szintézisnek csak egy jellegzetes megnyilvánulása a lelkiismeret filozófiatörténetileg gyakran elemzett jelensége. A harmadik mozzanat, amelyet a szöveg aposzintézisnek nevez, olyan gyakorlat, amely a revelatorikus közvetlenséget a testimóniumban vagy tesztifikációban, a radikális közvetlenség odaadó feltárásában foganatosítja. Ekképpen rajzolódik ki előttünk a prototeológiai istenfogalom formája és tartalma.
E forma és tartalom végeredményben etikai, gyakorlati jellegű, amely jelleget a műben anaballikusnak, felemelőnek nevez:
| „ | "A fenomenológiai prototeológia módszere tehát szinteképpen anaballikus etika, melyre jellemző, hogy 1. módszerében lépésről lépésre halad, amennyiben át kell jutnia az apotézis, a szintézis és az aposzintézis fázisain; 2. ezen módszertani mozzanatok alkalmazása során nem egyszerűen a módszer anyagának tekintetében, hanem átfogó exisztenciális értelemben lényegi változásokat eredményez; 3. ezek a változások azonban nem egy zárt rendszeren belül megvalósuló változások, hanem minden tekintetben tökéletesen nyitottak, aminek következtében soha nem érhető el olyan gyakorlati etikai optimum, mely az anaballikus folyamatot empirikusan terminálná. Az anaballikus folyamat gyakorlatilag terminálhatatlan, elvileg azonban, irányultságát tekintve, terminusát jelenti az, amire eleve ráirányul. Azt, amire eleve ráirányul, nevezzük, végelemzésben, prototeológiai istenfogalomnak – olyan istenfogalomnak, mely a fentebb számos elemzésben követett határpontok között kapcsolatot létesít. Ilyen határpontok voltak a noématikus istenfogalom széttörése a tartalmazhatatlan, a végtelen által; ilyen a noétikus istenfogalomban felbukkanó szinopszis mozzanata; ilyen az ineffabilitás, az apotézis élménye, és ilyen a szüneidetikus formaként meghatározott lelkiismeret. A prototeológiai istenfogalom ezen mozzanatokat kapcsolja össze az anaballikus etika funkcionális segédfogalmaként.” (355)). | ” |
|   | |   |

Látható, hogy a szóban forgó munka komplex módszertani-tartalmi kifejtés, amely konkrét történeti elemzésből indul ki, de szerkezetében és kifejtésében fokozatosan átfogóan módszeressé válik. Az aposzintézis módszere egyben a prototeológiai istenfogalom tartalmi megnyitásának a módszere is. Ezért a prototeológia mint diszciplináris elnevezés módszertanilag az aposzintézisre vonatkozik, az aposzintézis pedig a prototeológiai istenfogalom tartalmi feltárására, megjelenítésére. Ennek során a szöveg számos mellékelemzést tartalmaz, amelyek segítségével – legyen szó Shakespeare Lear királyáról, Jung Jób könyvéről, vagy Levinas egyes gondolatmeneteiről – az olvasó összetett és tartalmilag-szerkezetileg kidolgozott képet nyerhet a prototeológia egész felfogásáról. Ennek elősegítése végett a könyv két függeléket tartalmaz: az egyik a kortárs vallásfilozófiát tekinti át, a másik a prototeológia felfogását mutatja be leegyszerűsített formában.
A munka egészének mérlegelésekor érdemes feltenni a kérdést, hogy a cím – Zárójelbe tett Isten – nem félrevezető-e. A tájékozatlan olvasó azt gondolhatja, hogy a munka a teizmus kiküszöbölésére irányul. Aki azonban alaposabban elmerül a könyv tanulmányozásában, hamar észre fogja venni, hogy itt éppenséggel nem az istenség zárójelezéséről van szó, hanem a zárójelezés fokozatosan bebizonyosodó lehetetlenségéről. Husserl fenomenológiája – mint a szöveg alaposan tárgyalja – a hagyományos istenfogalom zárójelezését tűzi ki célul; A könyv ennek végső kivitelezhetetlenségét mutatja meg, mégpedig éppen a husserli módszer alkalmazásával. Kétségtelen, ennek során a zárójelezés, kikapcsolás eljárása döntő fontosságú lesz – ezért is nem szerepel a cím után kérdőjel –, mivel a prototeológiai istenfogalomhoz csak a naiv teológiai felfogások kikapcsolásával juthatunk el. Ám amit a kikapcsolás nyomán elnyerhetünk, az sokkal több az elveszítettnél – a közvetlenség tapasztalati-reflexiós egysége, amelyben az ineffabilitás mint ilyen valóban kifejeződhet.
A mű minden rendszeressége mellett igen szerteágazónak tűnik. A következetes és alapos olvasó azonban nemcsak a tematika egységes kibontakozását fogja hamar észrevenni, hanem azt is, hogy a szerteágazó elemzések e tematikát oly módokon is elmélyítik, amelyek részletes kifejtésére a könyvben nem kerülhet sor. A szépirodalmi elemzések például az irodalmi művekben található tapasztalatok fontosságára irányítják a figyelmet, a kortárs filozófiai elemzések pedig eredeti szemszögből nézve szélesítik ki az olvasó horizontját. Itt említendő a munka nyelvi sajátossága is, amely főképpen a szabad elemzések költőien kifejlő részeiben mutatkozik meg.

### Vallásbölcselet
Amikor Mezei Balázs vallásfilozófia helyett vallásbölcseletről beszél, azt kívánja jelezni, hogy az e cím alatt kifejtett felfogás a filozófiában és a vallásfilozófiában historikusan rögzített szóhasználat, módszer és összefüggés egészén bizonyos módosításokat hajt végre. E módosítások nem annyira gyökeresek, hogy a vallásbölcselet helyett teljességgel új elnevezés bevezetésére jogosítanának fel; de nem is annyira tradicionálisak, hogy megelégedhetnénk a vallásfilozófia bevett kifejezésével. Vallásbölcseletről beszélünk, amelynek történeti hátterét, tárgyát és módszerét ebben a munkában részletesen kifejti; s alább e kifejtések rövid és áttekintő összefoglalását olvashatjuk.

Vallásbölcselet. A vallás valósága címet viselő könyv, Mezei Balázs, magyar vallásfilozófus, 2005-ben megjelent könyve.

## A könyv tartalma

### Első fejezet
A vallás felfedezése – azt a vallásfogalmat kívánja sokoldalúan kifejteni, amely e munka középpontjában áll. Ennek érdekében részletesen taglalja a religio kifejezés hagyományos és kortárs jelentését. A több oldalról megvilágított jelentéskör alapján fokozatosan vezeti be a vallás kifejezést, amelynek tartalma, felépítése, rétegei és ezek összefüggése képezik a fejezet voltaképpeni tárgyát. A fejtegetések célja a vallás fogalmának felmutatása és tartalmi kitöltése, amely alapjául szolgálhat egy olyan gondolkodásnak, amely a vallásról szól.

### Második fejezet
A filozófia két útja – a vallásbölcselet kifejezés második tagját, a bölcseletet kívánja bevezetni. Ennek érdekében áttekinti a filozófia hagyományos koncepcióit, majd rámutat két, egymástól alapvetően eltérő filozófiafogalomra: a közlő és a kereső filozófiára. A történeti elemzések során ez a két fogalom áll a vizsgálat középpontjában; világossá válik, hogy a nyugati filozófiai gondolkodás története során a közlő filozófia fogalma, amely a filozófia klasszikus koncepciójában meghatározó volt, fokozatosan visszaszorult a kereső filozófia fogalmával szemben, majd a nyugati gondolkodás újkori kezdeteitől jószerivel már egyáltalán nem jut szóhoz. A közlő filozófia fogalmában mégis a filozófia eredeti valósága fejeződik ki, amely már klasszikus formájában is tartalmazza a filozófia történetiségét. A nyugati filozófiai gondolkodás kibontakozása a filozófia eredeti fogalmában rejlő történetiség reális megvalósulásának tekinthető.

### Harmadik fejezet
A bölcselet fogalma – a közlő filozófia fogalmára épített bölcseletfogalmat mutatja be. A bölcselet ekképpen különbözik a filozófia kereső fogalmától, de nem esik egybe a közlő filozófiával sem. A bölcselet, a fejezet állítása szerint, olyan közlő jellegű filozófia, amely egy nálánál magasabb gondolkodás vonatkozásában mégis kereső marad; s ez a magasabb szint a vallásbölcselet. A bölcselet önmagában vett valóságát a fejezet a tárgy és a módszer részletes kifejtésével mutatja meg; különbséget tesz a bölcselet élő- és eszmevilága között, majd meghatározza az alapvető bölcseleti elvek körét. E kör valamennyi kiemelkedő pontján rámutat arra, ami a bölcseletből hiányzik és csak a vallásbölcselet által adható meg.

### Negyedik fejezet
A vallásbölcselet egysége és tagolása – a munka középponti fejezete, amely terjedelmében a leghosszabb és tartalmában a leginkább szerteágazó. Célja az, hogy a vallásbölcseletnek az előző fejezetekben fokozatosan előkészített fogalmát részletesen bemutassa. Evégett, immár a vallásbölcselet magasabb szempontjából, kifejti a bölcselet és a vallásbölcselet különbségét, majd részletezi a vallásbölcselet felépítését. A formális vallásbölcseletben a vallásbölcseleti gondolkodás formáinak tipológiáját tekinthetjük át; a materiális vallásbölcseletben a vallásbölcseleti tapasztalat körét. Ezek alapján kerül sor a vallásbölcselet egységes fogalmának elhatárolására és tartalmi kifejtésére. Ez a valós vallásbölcselet három módon jut szóhoz, amely módok egymásra épülnek és egymással belátható kapcsolatban állnak.

### Ötödik fejezet
A hasonlat dimenziói – a vallásbölcselet ismertetésének kérdésével foglalkozik. Ez a módszertani kérdés részletes tárgyalást igényel, amelynek végeredménye az, hogy a vallásbölcseleti ismertetés voltaképpen hasonlatjellegű. Ahhoz, hogy a hasonlat kifejezés megfelelő vallásbölcseleti jelentést kapjon, szükséges részletes tárgyalása; egymással rokon kifejezésektől való elkülönítése; és végül a hasonlat három fő területének – a fény-, a végtelen- és a világhasonlatnak – a bemutatása. A fejezet végkövetkeztetése antropológiai: a voltaképpeni hasonlat maga a vallásbölcseletileg vett ember.

### Hatodik fejezet
A tévedés autonómiája – az ötödik fejezet legsúlyosabb kérdését fejti ki, azt, hogy miképpen lehetséges az igazság és a tévedés különbsége a vallásbölcselet ismertetésében. A válasz a tévedés autonómiájának fogalmára épül. A fejezet a tévedést mint akarati tettet fogja fel; ennek érdekében megkülönböztet egymástól akarati funkciókat, és megállapítja a tévedésnek mint akaratiságnak a pontos jelentését. Vallásbölcseleti értelemben a tévedés vallási tévedést jelent, ezért a tévedés célja voltaképpen a vallás pozitív tagadásának, vagyis a téves vallásnak a létrehozása, amelyet a fejezet szóhasználata álvallásként nevez meg. A fejezet legnagyobb része az álvallás különböző formáival foglalkozik, és külön elemzi a vallás és az álvallás ellentétét, amely a tévedés akaratának megfelelően a vallás megdöntéséhez vezet. A vallás megdöntését a tévedés sajátos fokozatai érik el, amelyek részben álvallási formák, részben álvallási tartalmak.

### Hetedik fejezet
Tűnődés és igazság – azt a kérdést állítja előtérbe, hogy a vallásbölcselet szempontjából autonómként elemzett tévedés milyen átfogó, a tévedést nemcsak lehetővé tevő, hanem azt meghaladni képes formában áll fenn. A fejezet ennek érdekében áttekinti a tévedés és az igazság összefüggésének a kérdését; majd rátér arra a módszertani újdonságra, amelyet a tévedés radikalitása tett szükségessé. Az új módszer, amelynek megjelenését a vallásnak a tévedéssel való szembekerülése indokolja, a tűnődés kifejezés jelentésköréből fejthető ki sokoldalúan. Nemcsak a tűnődés egyes fogalmairól esik szó, hanem vallás és tűnődés kapcsolatáról is, amelynek raison d’ętre-je a fejezet meghatározása szerint a tévedés jóvátétele. A jóvátétel fogalmi meghatározásán túl sor kerül a jóvátétel módszerének a kérdésére is, vagyis arra a módra, amelyen a vallás képes jóvátenni a tévedés által okozott kárt. A jóvátétel tárgya e fejezet szerint az igazság, amelynek fogalmait áttekintve válik lehetővé a vallásbölcseleti igazságfogalom bevezetése. Ennek az igazságfogalomnak a legmagasabb szintje az igazság tétele, vagyis az igazság aktusa; közelebbről és a korábbi belátások alapján: az igazság tette, amely az igazságtevő személyétől származik. A fejezet és az egész munka záró részében kísérletet teszek az igazságtevő személyének és cselekvésének közelebbi bemutatására.
A vallás valósága a hetedik fejezet fejtegetéseivel a vallásbölcseleti gondolkodás ezen általános körének végső lehetőségeit érinti. Ahogyan az utolsó paragrafusokban visszatérően szóba kerül, ez az általános vallásbölcselet bizonyos pontokon – saját helyzetének megfelelően – nem képes túllépni. Meg kell elégednie azzal, hogy a vallásbölcseleti igazság teljes körére vonatkozóan e pontokon csupán jelzéseket tegyen. Ekképpen mégis lehetővé válik, hogy ez a vallásbölcselet további, a vallásbölcselet alkalmazásának körében kifejthető megfontolások alapjául szolgáljon.
Néhány megjegyzés szükségesnek látszik a tartalmi vázlat arkhitektonikájára vonatkozóan. Reális kiindulópont a vallás historikus fogalmának taglalása. Ez a fogalombemutatás, amelyben sor kerül a relígió, a konfesszió és a vallás fogalomköreinek elkülönítésére, illetve kapcsolatuk megmutatására, elvezet a vallás átfogó fogalmának feltárásához. A feltárás mint filozófiai, bölcseleti és vallásbölcseleti tevékenység – történeti elemzések során keresztül – végső soron a vallásbölcseleti tevékenység taglalásába torkollik. Erre a szintre a filozófia kettős fogalmának, a bölcselet önálló fogalmának, és a bölcseleti restauráció vázlatának a bemutatásával jutunk el. A bölcseletet a vallásbölcselet vonatkozásában fogjuk fel, tehát abban az értelemben, hogy a bölcselet meghatározása szerint vallásbölcselethez vezet. A bölcseleti és a vallásbölcseleti elvek összefüggésének a bemutatása – részben a harmadik, részben a negyedik fejezetben – ezt a kapcsolatot ismerteti a legfontosabb vonatkozások szerint. A vallásbölcseleti elvek három köre – az egyetemes relígió, az egyetemes konfesszió és az egyetemes vallás körei – lehetővé teszi a vallásbölcselet formai és tartalmi áttekintését, amely kiegészül és beteljesül a harmadik körrel, a valós vallásbölcselet ismertetésével.
A valós vallásbölcselet ugyancsak hármas fölépítése fölveti azt a kérdést, hogy a valós vallásbölcselet milyen módon szólal meg. A választ az Ötödik fejezet adja meg, amely ezt a módot mint – vallásbölcseleti értelemben vett – hasonlatot tárja fel. A hasonlat kérdéskörének a bemutatása élesen veti föl az igazság és a tévedés viszonyának a kérdését, amellyel a hatodik fejezet foglalkozik. Ebben a fejezetben mélyrehatóan megvizsgálhatjuk a tévedés önállóságának vagy autonómiájának a problémáját. Ez az autonómia késztet arra, hogy a vallásbölcselet egészének módszertani és tartalmi újragondolásával rögzítsük azokat a végső kereteket, amelyek között a vallásbölcselet egyáltalában kifejtődik. A hetedik fejezetben bemutatott módszer, a tűnődés, nemcsak módszertani átalakulással jár, hanem tartalmi újdonsággal is szolgál. Ez az újdonság a vallásbölcseleti igazságfogalom személyességének a megmutatása.
Mindebben nem változik meg a vallásbölcselet korábban kifejtett egységes fogalma, hanem csupán teljesebb ismertetése válik elvégezhetővé néhány aspektus, különösen a hasonlatiság és a tévedésautonómia vonatkozásában. A vallásbölcseleti igazságfogalom és az ehhez a fogalomhoz kapcsolódó vallásbölcseleti személyesség világosan harmonizál a munka egész korábbi menetével, amennyiben a gondolatmenetet a legfontosabb pontokon – így különösen a tévedés és az igazság összefüggésének, illetve a kilétként meghatározott személyességnek a körében – az ötödik fejezetig kifejtett meglátásokat átfogóbban mutatja be. Mindent összevéve a vallásbölcselet olyan mozgásként jelenik meg előttünk, amely a maga módján a vallás valóságát ismerteti adott – történeti, kulturális, nyelvi és egyéb reális – feltételek mellett. Ez a valóság nem lehet más, mint egy bizonyos átalakulás, amely mindazonáltal mindvégig vallási és ennek megfelelően – a vallásbölcseleti ismertetés értelmében – valóságos marad. A vallásbölcseleti arkhitektonika ezt az átalakulást visszatérően hozzákapcsolja a platóni „bejárás” (diexódosz) kifejezéséhez, amely szerint

## Különbségek és hasonlóságok
A Vallásbölcselet című könyv elszakad a fenomenológiai szóhasználattól, de ezzel csak követi azt az utat, amelyet a korábbi mű megkezdett; ez utóbbiban ugyanis a különböző tapasztalatelemzések már szabadon, a terminológiai jelleg kötöttségei nélkül járnak el. Másfelől a Zárójel… gyakran követi a Husserltől származó, görög terminusokra támaszkodó kifejezésalkotás hagyományát, például az anaballikus etika kifejezésében. E téren a Vallásbölcselet is hasonlóan jár el, de már nem kapcsolódik a husserli eljáráshoz.
Tartalmilag a második munka egyetemes-filozófiatörténeti, az első viszonylag szűk körű megalapozásra támaszkodhat. A második munka ugyanakkor a módszerében hivatkozik a fenomenológiára és történeti részeiben is kitér a „fenomenológia ívére” – egy olyan filozófiatörténeti koncepcióra, amely egy további munka tárgyát kell, hogy képezze. Jól látható, hogy az első munka prototeológiai törekvése végül is a vallás egyszerű kifejezésében kulminál a második munkában, hiszen a vallás az a hülé, az az eidosz és az a logosz, amely a Vallásbölcseletben – a vallásbölcseleti eljárás során – végeredményben önmagát tárja fel. Így tekintve a második munka nem más, mint a prototeológiai célkitűzés átfogó, komplex, az első kísérlettől néhány ponton eltérő megvalósítása.
A két munkában közös a (husserli fenomenológiából megtanult) magas szintű módszertani tudatosság. Az aposzintézis módszere azonban nem jelenik meg ekképpen a második munkában; ott a módszertan a vallásbölcseleti, amely a 7. fejezet konklúziója szerint a tűnődésfogalomban csúcsosodik ki. A tűnődés azonban megfelel annak az aszketikus gyakorlatnak, amely a Zárójel…ben az aposzintézist jellemzi. Az aposzintézis szűken fenomenológiai alapon áll; a tűnődésfogalom alapja a teória és a spekuláció egész nyugati hagyománya, noha ezektől lényeges pontokon eltér.
További lényeges rokonság a két munka között a triadikus ontológiai séma. Teljes kifejtését a Vallásbölcselet adja meg (36. §), ám már a Zárójel… is felismeri fontosságát például az aposzintézis gondolatában. A séma jellemzője az, hogy A, B és C nemlineáris sorozat, nem is tézis-antitézis-szintézis jellegű realizáció (mint Schellingnél, Hegelnél és követőiknél), hanem A és B végeredményben C koncentrikus kibontakozása, noha ennek felismerése az A-C sorozaton keresztül történik meg. B mindig A inherens továbbvitele, C pedig A és B különbségének az egysége. Ekképpen C egyszerre különbség és egység, vagyis hasadás áll fenn benne, aminek következtében egyfelől immanens A és B-ben, másfelől transzcendálja őket, végül pedig önmagában áll fenn; A és B végül is C pulzálása, lüktetése, élete. A séma burkoltan tehát négyesség, mivel C kétoldalú, kétdimenziójú. Ezt a felfogást találjuk a Vallásbölcselet mivolt-mibenlét-milét elemzéseiben, valamint a vallásnak mint a religió-konfesszió-vallás egységének a felfogásában. Az apotézis-szintézis-aposzintézis felfogása a második műben ugyanerre az ontológiai felismerésre épül. Jelentősége a valóság dinamikussága, amelynek széles körű következményei vannak az elméleti felfogás valamennyi területére nézve.
A szépirodalmi elemzések helyén a Vallásbölcseletben nagyszámú filozófia- és eszmetörténeti elemzést találunk. Ezek egy része csíraformában már az első munkában is megjelenik, mint például a végtelenfogalom története. Másfelől a második munka nem merül el oly mértékben a kortárs filozófia egyes ágaiban, mint a Zárójel… például Rahner vonatkozásában. Ugyanakkor Heidegger mindkét munkában jelentős szerepet játszik, noha a Vallásbölcselet hozzáállása egyszerre átfogóbb, mélyebb és polemikusabb.
A két munka különbsége adódik továbbá a terjedelmi különbségből is. Az első műben nem volt mód olyan széles körű tartalmi és formai elemzésekre, amelyek a Vallásbölcselet első kétharmadát kitöltik. Itt azonban pontosan az valósul meg, amelyet az első munka a teológiai életvilág feltárásának nevez. A Vallásbölcselet negyedik fejezetének részletes elemzései egyrészt előre jelzettek a Zárójel… hülé-, eidosz-és logosz-elemzéseiben, másfelől ezeken az előbbi elemzések terjedelemben és elmélyültségükben messze túltesznek; s említendő itt a magyar nyelv bölcseleti lehetőségeinek azon feltárása, amelyre tudomásom szerint a második munkát megelőzően senki nem vállalkozott.
A két munka között sokkal több a tartalmi és formai hasonlóság, mint az eltérés. Mi több, az első munka akár a Vallásbölcselet bevezetéseként is kibocsátható lenne. Nem kétséges, hogy a prototeológia mint tudományos projektum ezen elnevezés alatt csak a publikált alapvonalakban valósult meg; létrejött azonban a vallásbölcselet, amely az eredeti elgondolást sokkal átfogóbban képes kibontakoztatni.